# Vajpanestjärnarna
Vajpanestjärnarna är en sjö i Strömsunds kommun i Jämtland och ingår i Ångermanälvens huvudavrinningsområde. Sjön har en area på 0,0461 kvadratkilometer och ligger 806,3 meter över havet.

## Delavrinningsområde
Vajpanestjärnarna ingår i det delavrinningsområde (719049-145837) som SMHI kallar för Mynnar i Borgasjön. Medelhöjden är 878 meter över havet och ytan är 11,59 kvadratkilometer. Det finns inga avrinningsområden uppströms utan avrinningsområdet är högsta punkten. Vattendraget som avvattnar avrinningsområdet har biflödesordning 3, vilket innebär att vattnet flödar genom totalt 3 vattendrag innan det når havet efter 298 kilometer. Avrinningsområdet består mestadels av kalfjäll (90 procent). Avrinningsområdet har 0,12 kvadratkilometer vattenytor vilket ger det en sjöprocent på 1 procent.